# Sciara rufa
Sciara rufa är en tvåvingeart som beskrevs av Walker 1848. Sciara rufa ingår i släktet Sciara och familjen sorgmyggor. Inga underarter finns listade i Catalogue of Life.